# Boonville (villa)
Boonville es una villa ubicada en el condado de Oneida en el estado estadounidense de Nueva York. En el año 2000 tenía una población de 2,138 habitantes y una densidad poblacional de 465 personas por km².

## Geografía
Boonville se encuentra ubicada en las coordenadas 43°29′0″N 75°19′55″O / 43.48333, -75.33194.

## Demografía
Según la Oficina del Censo en 2000 los ingresos medios por hogar en la localidad eran de $29,013, y los ingresos medios por familia eran $36,050. Los hombres tenían unos ingresos medios de $28,583 frente a los $22,219 para las mujeres. La renta per cápita para la localidad era de $16,870. Alrededor del 12% de la población estaban por debajo del umbral de pobreza.